# FA Trophy
Football Association Challenge Trophy, bardziej znane jako FA Trophy – rozgrywki piłkarskie w Anglii nazwane i prowadzone przez The Football Association, w których uczestniczą głównie półzawodowe kluby.
Rozgrywki zostały stworzone w roku 1969 dla klubów półzawodowych, które nie mogły grać w FA Amateur Cup. Zasady uczestnictwa zostały z biegiem czasu zmienione, w roku 2008 w rozgrywkach mogły uczestniczyć zespoły z lig Football Conference, Southern League, Isthmian League oraz Northern Premier League (szczebel 5-8 w systemie ligowym). Kluby z lig na szczeblu rozgrywek od 9 do 11 występują natomiast w FA Vase.
Od początku rozgrywek do roku 2000 finał rozgrywany był na stadionie Wembley. Od roku 2007, kiedy otwarte zostało nowe Wembley spotkanie to grane jest na tym właśnie obiekcie. W przerwie między tymi latami było ono rozgrywane na Vill Park. Najwięcej razy, bo trzykrotnie rozgrywki FA Trophy wygrywało Woking oraz dwa nieistniejące już zespoły: Scarborough oraz Telfor United.
W roku 2009 FA Trophy zdobyła drużyna Stevenage Borough, która w finale pokonała 2:0 York City.